# Província marítima de Tarragona

Bandera de la província marítima de Tarragona

La província marítima de Tarragona és una de les trenta províncies marítimes amb les que el litoral espanyol es divideix. Va des de la línia que parteix amb rumb 135º del riu de la Sénia fins a la línia que parteix amb rumb 135º del torrent del Mas Don Pere. Limita al nord amb la província marítima de Barcelona i al sud amb la província marítima de Castelló.
La capitania d'aquesta província és a Tarragona. El seu port més important és el port de Tarragona.
Consta dels següents districtes marítims:
- Sant Carles de la Ràpita (TA-1), que va des del riu de la Sénia fins a la punta de l'Àliga.
- Tarragona (TA-2), que va des de la punta de l'Àliga fins al torrent del Mas don Pere.[1]